# Dwars door de Westhoek
Dwars door de Westhoek is een jaarlijkse wielerwedstrijd voor vrouwen in de West-Vlaamse Westhoek in de UCI 1.1-categorie, die sinds 2009 georganiseerd wordt. Tot 2016 werd de wedstrijd georganiseerd in de tweede helft van april, maar moest door het invoeren van het volledige Ardense drieluik in 2017 uitwijken naar mei en vanaf 2018 naar juni.
De wedstrijd dient niet verward te worden met de Omloop van de Westhoek.

## Lijst van winnaars
| Jaar | Winnaar                              | Tweede                               | Derde                                |
| ---- | ------------------------------------ | ------------------------------------ | ------------------------------------ |
| 2009 | Liesbet De Vocht                     | Lensy Debboudt                       | Sofie De Vuyst                       |
| 2010 | Liesbet De Vocht                     | Petra Dijkman                        | Suzanne de Goede                     |
| 2011 | Grace Verbeke                        | Janneke Ensing                       | Martine Bras                         |
| 2012 | Kim de Baat                          | Laura van der Kamp                   | Martina Zwick                        |
| 2013 | Jolien D'Hoore                       | Martine Bras                         | Pauline Ferrand-Prévot               |
| 2014 | Anna van der Breggen                 | Jolien D'Hoore                       | Lucy Garner                          |
| 2015 | Elise Delzenne                       | Jolien D'Hoore                       | Tiffany Cromwell                     |
| 2016 | Christine Majerus                    | Elena Cecchini                       | Emma Johansson                       |
| 2017 | Valentina Scandolara                 | Natalie van Gogh                     | Maria Giulia Confalonieri            |
| 2018 | Thi That Nguyen                      | Lorena Wiebes                        | Elisa Balsamo                        |
| 2019 | Elisa Balsamo                        | Lorena Wiebes                        | Lotte Kopecky                        |
| 2020 | niet verreden vanwege Coronapandemie | niet verreden vanwege Coronapandemie | niet verreden vanwege Coronapandemie |
| 2021 | Lorena Wiebes                        | Jolien D'Hoore                       | Barbara Guarischi                    |
| 2022 | Chiara Consonni                      | Sofie van Rooijen                    | Gaia Masetti                         |
| 2023 | Pfeiffer Georgi                      | Léa Curinier                         | Charlotte Kool                       |
| 2024 | Kathrin Schweinberger                | Lauretta Hanson                      | Lily Williams                        |
| 2025 | Fleur Moors                          | Susanne Andersen                     | Amalie Dideriksen                    |

### Meervoudige winnaars
| Overwinningen | Renster          | Land   | Jaren      |
| ------------- | ---------------- | ------ | ---------- |
| 2             | Liesbet De Vocht | België | 2009, 2010 |

### Overwinningen per land
| Overwinningen | Land                                                           |
| ------------- | -------------------------------------------------------------- |
| 5             | België                                                         |
| 3             | Nederland, Italië                                              |
| 1             | Frankrijk, Luxemburg, Oostenrijk, Vietnam, Verenigd Koninkrijk |